# スザンナ・ルビンシュテイン
スサンナ・ヤコヴレヴナ・ルビンシュテイン（ロシア語: Суса́нна Я́ковлевна Рубинште́йн, ラテン文字転写: Susanna Yakovlevna Rubinstein、1911年6月3日 - 1990年2月18日）は、ソビエト連邦の心理学者、精神病理学者。
精神病理学の実験的手法を通して知的障害児の発達の過程を解明し、一般市民及び研究者による既存の先入見を正した。また、レオンチェフの指導による感受性の起源を探るための光刺激による実験研究に参加し、反射学の発展過程に立ち会った。

## 著書（精神病理学の分野のものを除く）
- 『知能遅滞生徒の心理学』（1970年）[1]
- 『知能遅滞児の発達』（1979年）